# 34. People’s Choice Awards-gála
A 34. People’s Choice Awards-gála a 2007-es év legjobb filmes, televíziós és zenés alakításait értékelte. A díjátadót 2008. január 8-án tartották a kaliforniai Shrine Auditoriumban, a műsor házigazdája Queen Latifah volt. A ceremóniát a CBS televízióadó közvetítette.

## Győztesek és jelöltek
Forrás:
| Az év új tévévígjátéka | Az év filmes vagy tévéműsoros dala |
| --- | --- |
| - Nem ér a nevem - Kakukktojás - Back to You - Agymenők - Carpoolers - Cavemen - Chuck - Reaper - Halottnak a csók                                                                                    | - A Hajlakk stábja – "You Can't Stop the Beat" (Hajlakk) - The Killers – "Read My Mind" (Friday night lights – Tiszta szívvel foci) - Linkin Park – "What I’ve Done" (Transformers) |
| Az év drámája | Az év legviccesebb férfi sztárja |
| - Harry Potter és a Főnix Rendje - Disturbia - Megérzés | - Robin Williams - Will Ferrell - Adam Sandler |
| Az év férfi akciófilm-sztárja | Az év filmje |
| - Matt Damon - Johnny Depp - Bruce Willis | - A Karib-tenger kalózai: A világ végén - A Bourne-ultimátum - Transformers |
| Az év folytatása | Az év sci-fi-műsora |
| - A Karib-tenger kalózai: A világ végén - A Bourne-ultimátum - Pókember 3. | - Csillagkapu: Atlantisz - Csillagközi romboló - Ki vagy, doki? |
| Az év független filmje | Az év popdala |
| - Jane Austen magánélete - Hatalmas szív - Sicko | - Justin Timberlake – "What Goes Around...Comes Around" - Fergie – "Big Girls Don't Cry" - Beyoncé – "Irreplaceable"                                                                |
| Az év rockdala | Az év női előadója |
| - Daughtry – "Home" - Plain White T's – "Hey There Delilah" - Maroon 5 – "Makes Me Wonder" | - Gwen Stefani - Beyoncé - Fergie |
| Az év férfi filmsztárja | Az év férfi előadója |
| - Johnny Depp - Denzel Washington - Bruce Willis | - Justin Timberlake - John Mayer - Tim McGraw |
| Az év vígjátékműsora | Az év legviccesebb női sztárja |
| - Két pasi – meg egy kicsi - Férjek gyöngye - A nevem Earl | - Ellen DeGeneres - Whoopi Goldberg - Wanda Sykes |
| Az év családi filmje | Az év női filmsztárja |
| - Harmadik Shrek - Evan, a minden6ó - L’ecsó | - Reese Witherspoon - Halle Berry - Sandra Bullock |
| Az év vígjátéka | Az év drámaműsora |
| - Felkoppintva - A Simpson család – A film - Faterok motoron | - Doktor House - CSI: A helyszínelők - Esküdt ellenségek: Különleges ügyosztály |
| Az év együttese | Az év vezető színésznője |
| - Rascal Flatts - Daughtry - Maroon 5 | - Drew Barrymore - Jessica Alba - Queen Latifah |
| Az év akciófilmje | Az év újraeggyesülős turnéja |
| - A Bourne-ultimátum - 300 - Transformers | - The Police - Genesis - Van Halen |
| Az év női tévés sztárja | Az év hip-hopdala |
| - Katherine Heigl - Sally Field - Jennifer Love Hewitt | - Timbaland, Justin Timberlake, Nelly Furtado – "Give It to Me" - Shop Boyz – "Party Like a Rockstar" - Kanye West – "Stronger"                                                     |
| Az év rajzfilmsorozata | Az év vezető színésze |
| - A Simpson család - Family Guy - Texas királyai | - Joaquin Phoenix - Jamie Foxx - Dwayne "The Rock" Johnson |
| Az év countrydala | Az év beszélgetős műsorvezetője |
| - Rascal Flatts – "Stand" - Tim McGraw, Faith Hill – "I Need You" - Kenny Chesney – "Never Wanted Nothing More"                                                                                       | - Ellen DeGeneres - Jay Leno - Oprah Winfrey |
| Az év duója | Az év R&B dala |
| - George Clooney és Brad Pitt – Ocean’s Thirteen – A játszma folytatódik - Jackie Chan és Chris Tucker – Csúcsformában 3. - Kirsten Dunst és Tobey Maguire – Pókember 3.                              | - Rihanna – "Shut Up and Drive" - Beyoncé, Shakira – "Beautiful Liar" - Ne-Yo – "Because of You"                                                                                    |
| Az év realityje | Az év női akciófilm-sztárja |
| - Dancing with the Stars - American Idol - A nagy házátalakítás | - Keira Knightley - Jessica Alba - Jodie Foster |
| Az év új drámaműsora | Az év férfi tévés sztárja |
| - Holdfény - Nagyágyúk - Bionika - A cukorbáró - Édes, drága titkaink - Gossip Girl – A pletykafészek - Az utazó - K-Ville - Életfogytig zsaru - Afrikai kaland - Doktor Addison - Született nyomozók | - Patrick Dempsey - Charlie Sheen - Kiefer Sutherland |
| Az év figyelemlopó színésze | Az év versenyshowja |
| - Chandra Wilson – A Grace klinika - Richard Belzer – Esküdt ellenségek: Különleges ügyosztály - Neil Patrick Harris – Így jártam anyátokkal                                                          | - Deal or No Deal - Are You Smarter Than a 5th Grader? - Jeopardy! |

## Fordítás
- Ez a szócikk részben vagy egészben  a(z)   34th People's Choice Awards című angol Wikipédia-szócikk fordításán alapul.  Az eredeti cikk szerkesztőit annak laptörténete sorolja fel. Ez a jelzés csupán a megfogalmazás eredetét és a szerzői jogokat jelzi, nem szolgál a cikkben szereplő információk forrásmegjelöléseként.